# Technikerschule Erlangen
Die Technikerschule Erlangen (auch: Fachschule für Techniker der Stadt Erlangen) ist eine städtische Fachschule in Erlangen, die zum Staatlich geprüften Techniker weiterbildet. Es werden die Fachrichtungen Maschinenbautechnik, Elektrotechnik, Informationstechnik, Umweltschutztechnik und regenerative Energien angeboten.
Der Deutsche Qualifikationsrahmen und der Europäische Qualifikationsrahmen stellen den erfolgreichen Abschluss der Technikerschule auf die Stufe eines Bachelorabschlusses (Bachelor Professional in Technik).

## Geschichte
Die Anfänge der Technikerschule Erlangen liegen in der Zeit nach dem Zweiten Weltkrieg. Es war notwendig, die Menschen schnell für technische Berufe zu qualifizieren. Die Abendschule des Allgemeinen Deutschen Gewerkschaftsbundes entstand, in der Ingenieure aus der Industrie ehrenamtlich ihr Wissen weitergaben. 1948 wurde diese Schule als Berufsoberschule von der Stadt Erlangen übernommen. Daneben gab es die sogenannte Betriebsfachschule, deren Absolventen 1958 zum ersten Mal die Berufsbezeichnung Techniker erhielten. Zunächst umfasste der Unterricht maschinenbauliche und elektrotechnischen Fächer. Wenig später erfolgte die Trennung in die beiden Fachbereiche Maschinenbautechnik und Elektrotechnik.
Ab 1962 wurde eine spezielle Prüfungsordnung geschaffen, so dass der erfolgreiche Abschluss zum Führen des Titels „Staatlich geprüfter Techniker“ berechtigte. Die Schule wurde im Jahr 1963 in „Fachschule für Technik und Wirtschaft der Stadt Erlangen“ umbenannt und die Weiterbildungsmaßnahme fand in zweijährigen Vollzeitlehrgängen statt. Später gab es die Möglichkeit, abends und samstags neben dem Beruf in vier Jahren den Technikerabschluss zu erreichen.
Nachdem 1979 die Schule organisatorisch aus der Berufsschule herausgenommen worden war, wurde sie im Juli 1984 in „Fachschule für Techniker des Stadt Erlangen“ umbenannt. Die Schule bot auch bis 1993 Vorbereitungslehrgänge auf die IHK-Prüfungen zum Elektroniktechniker, EDV-Kurse und die Ausbildung zum Industriemeister in den Fachrichtungen Metall und Elektrotechnik in Teilzeit an. Letztere wurde ab 2000 von der IHK selbst durchgeführt.
Die zunehmende Digitalisierung in der Industrie mit dem entsprechenden Bedarf an Fachkräften führte im Schuljahr 2002/03 zur Einführung einer neuen Fachrichtung. Die Informatiktechnik wurde anfangs nur in Teilzeit, ein Jahr später auch als Vollzeitausbildung angeboten.
Aufgrund rückläufiger Zahlen von an der Weiterbildung interessierten jungen Menschen, die durch die gute Konjunktur im Jahr 2017 verursacht worden war, und auch um die Attraktivität der Teilzeitausbildung zu steigern, wurde das vierjährige Teilzeitmodell ab Schuljahr 2018/19 durch eine nur dreijährige Ausbildung ersetzt.
Seit September 2022 gibt es eine vierte Fachrichtung: Umweltschutztechnik und regenerative Energien.

## Voraussetzung
Die Bayerischen Fachschulordnung (FSO) setzt für die Aufnahme an die zweijährige Fachschule nach § 5 FSO voraus:
- „… den erfolgreichen Abschluss der Berufsschule, es sei denn, dass die Bewerberin oder der Bewerber nicht zum Besuch der Berufsschule verpflichtet war“
- „… eine einschlägige berufliche Vorbildung“.

Eine einschlägige berufliche Vorbildung bedeutet eine für die Fachrichtung
- „… abgeschlossene Berufsausbildung in einem staatlich anerkannten Ausbildungsberuf mit einer Regelausbildungsdauer von mindestens zwei Jahren und eine spätere einschlägige berufliche Tätigkeit von mindestens einem Jahr,
- abgeschlossene Ausbildung zur Staatlich geprüften technischen oder kaufmännischen Assistentin oder zum Staatlich geprüften technischen oder kaufmännischen Assistenten und eine spätere einschlägige berufliche Tätigkeit von mindestens einem Jahr oder
- berufliche Tätigkeit von mindestens fünf Jahren.“

## Ausbildungsangebot
Die Ausbildung zum Staatlich geprüften Techniker dauert in Vollzeit vier Semester, in Teilzeit sechs Semester. Es werden folgende Fachrichtungen angeboten:
- Maschinenbautechnik Entwicklung und Konstruktion,  Automatisierungstechnik für Industrie 4.0 Anwendungen sowie Projekt- und Qualitätsmanagement sind Schwerpunkte des Studiums. das durch Fächer wie Medizintechnik oder Regenerative Energien ergänzt wird.

- Elektrotechnik Automatisierungstechnik mit SPS-Programmierung, Robotik, Sensorik, Regelungstechnik ist der Schwerpunkt des Studiums. Daneben werden interessante Vertiefungen wie Leistungselektronik, elektrische Maschinen, Nachrichtentechnik oder Medizintechnik angeboten.

- Informatiktechnik Es gibt zwei Schwerpunkte in diesem Studium, die Anwendungsentwicklung mit objektorientierter Programmierung, Datenbanktechnik, Softwaretechnik und Internettechnologien sowie die Systemintegration mit Fächern wie Betriebssystemadministration und Netzwerktechnik.

- Umweltschutztechnik und regenerative Energien Schwerpunkte dieser Weiterbildung  sind die Regenerativen Energiesysteme, Wärme- und Klimatechnik, Steuerungstechnik, Umweltmanagement, Gewässerschutz, aber auch Umwelt- und Verwaltungsrecht.

## Zusatzangebote
- Zur Auffrischung der Mathematikkenntnisse vor Beginn der Ausbildung kann ein Vorkurs besucht werden.
- In Zusammenarbeit mit dem technik-verein Erlangen e.V. wird ein Vorbereitungslehrgang auf die IHK-Prüfung zur Ausbildung der Ausbilder (AdA-Schein) angeboten.[6]
- Durch eine erfolgreich abgelegte Zusatzprüfung in Mathematik am Ende der Ausbildung kann die Fachhochschulreife erreicht werden.
- Die Schule bietet einen Brückenkurs Mathematik an, der den Einstieg in ein Hochschulstudium erleichtert.

## Kooperationen
- technik-verein Erlangen e.V.
- Wrexham University
- University of Bolton